# هار گوبیند کورانا
هار گوبیند کورانا (به انگلیسی: Har Gobind Khorana)؛ (۹ ژانویه ۱۹۲۲ – ۹ نوامبر ۲۰۱۱) بیوشیمی‌دان و زیست شناس سرشناس هندی-آمریکایی بود. او کاشف چگونگی کنترل رمز ژنتیکی در تولید پروتئین در سلول‌ها است. کورانا DNA را رمزگشایی کرد و واژه‌نامه‌ای را برای زبان ژنتیکی ما نوشت. درک ما از این که چگونه ژن‌ها به ما شکل می‌بخشد، بسیار به نتایج پژوهش‌های او بستگی دارد.او به پاس همهٔ این تلاش‌ها در نهایت در سال ۱۹۶۸ برنده جایزه نوبل پزشکی یا همان فیزیولوژی همراه با همکارانش مارشال وارن نایرنبرگ و رابرت دبلیو. هالی گشت. 
آنها بدین دلیل موفق به دریافت نوبل شدند که برای تحقیقاتی که نشان می‌داد با چه نظمی نوکلئوتیدها در اسیدهای نوکلئیک، کد ژنتیکی سلول را حمل می‌کنند و سلول را به سنتز پروتئین‌ها منتقل می‌کند، به اشتراک می‌گذارد. در همین سال جایزه لوئیزا گراس هوروویتس از دانشگاه کلمبیا نیز به کورانا و نایرنبرگ اهدا شد.

## زندگی
کورانا از پدر و مادری هندو در روستایی کوچک در هند تحت استعمار بریتانیا متولد شد و به دانشگاه پنجاب در لاهور رفت. پس از دریافت درجهٔ فوق لیسانس، او موفق به گرفتن بورس دولتی برای تحصیل در دانشگاه لیورپول در انگلستان شد و در آن جا دکترای خود را گرفت. سالهای پس از آن را به مطالعه و پژوهش در سوئیس، انگلستان، و ونکوور گذراند.مجله معتبر پاپیولار ساینس از کورانا بعنوان یکی از ۱۰۰ بیوشیمی‌دان تاریخ بشر(رتبه:۷۷) و ۵۰ بیوشیمیدان برتر معاصر(رتبه:۴۲) یاد کرده است. 
کورانا در سال ۱۹۶۶ به شهروندی آمریکا درآمد، در سال ۱۹۷۰ عضو هیئت علمی MIT شد و در سال ۲۰۰۷ بازنشسته گردید.
کورانا ثابت کرد که هر دستورالعمل روی مولکول RNA به صورت یک گروه سه تایی از نوکلئوتیدها است.